# 皮薩里夫卡 (克拉西利夫區)
49°37′2″N 26°45′21″E / 49.61722°N 26.75583°E
皮薩里夫卡（烏克蘭語：Писарівка）是位於烏克蘭西部的村莊，由赫梅利尼茨基州裡赫梅利尼茨基區的扎斯盧奇內市鎮負責管轄。該村面積1.69平方公里，海拔高度306米，2001年人口364，人口密度每平方公里215.4人。